# NSWRL 1963
Die NSWRL 1963 war die 56. Saison der New South Wales Rugby League Premiership, der ersten australischen Rugby-League-Meisterschaft. Den ersten Tabellenplatz nach Ende der regulären Saison belegten die St. George Dragons. Diese gewannen im Finale 8:3 gegen die Western Suburbs Magpies und gewannen damit die NSWRL zum achten Mal in Folge und zum zehnten Mal insgesamt.

## Tabelle
|      | Team                          | Spiele | Siege | Unent. | Ndlg. | Spiel- punkte | Diff. | Tabellen- punkte |
| ---- | ----------------------------- | ------ | ----- | ------ | ----- | ------------- | ----- | ---------------- |
| 01.  | St. George Dragons            | 18     | 15    | 1      | 2     | 434:95        | + 339 | 31               |
| 02.  | Western Suburbs Magpies       | 18     | 14    | 0      | 4     | 256:160       | + 96  | 28               |
| 03.  | Balmain Tigers                | 18     | 12    | 0      | 6     | 246:183       | + 63  | 24               |
| 04.  | Parramatta Eels               | 18     | 11    | 0      | 7     | 186:165       | + 21  | 22               |
| 05.  | North Sydney Bears            | 18     | 10    | 0      | 8     | 272:236       | + 36  | 20               |
| 06.  | Manly-Warringah Sea Eagles    | 18     | 7     | 0      | 11    | 158:217       | - 59  | 14               |
| 07.  | Newtown Jets                  | 18     | 7     | 0      | 11    | 206:331       | - 125 | 14               |
| 08.  | Canterbury-Bankstown Bulldogs | 18     | 6     | 1      | 11    | 170:277       | - 107 | 13               |
| 09.  | South Sydney Rabbitohs        | 18     | 4     | 0      | 14    | 170:298       | - 128 | 8                |
| 010. | Eastern Suburbs               | 18     | 3     | 0      | 15    | 116:252       | - 136 | 6                |

## Playoffs

### Ausscheidungs/Qualifikationsplayoffs
| 3. August | Parramatta Eels | 9 : 7 | Balmain Tigers | Sydney Cricket Ground, Sydney Zuschauer: 39.408 Schiedsrichter: Darcy Lawler |
| 3. August | Bericht         |       |                | Sydney Cricket Ground, Sydney Zuschauer: 39.408 Schiedsrichter: Darcy Lawler |

| 10. August | Western Suburbs Magpies | 10 : 8 | St. George Dragons | Sydney Cricket Ground, Sydney Zuschauer: 42.065 Schiedsrichter: Darcy Lawler |
| 10. August | Bericht                 |        |                    | Sydney Cricket Ground, Sydney Zuschauer: 42.065 Schiedsrichter: Darcy Lawler |

### Halbfinale
| 17. August | St. George Dragons | 12 : 7 | Parramatta Eels | Sydney Cricket Ground, Sydney Zuschauer: 57.973 Schiedsrichter: Darcy Lawler |
| 17. August | Bericht            |        |                 | Sydney Cricket Ground, Sydney Zuschauer: 57.973 Schiedsrichter: Darcy Lawler |

### Grand Final
| 24. August | St. George Dragons                              | 8 : 3         | Western Suburbs Magpies | Sydney Cricket Ground, Sydney Zuschauer: 69.860 Schiedsrichter: Darcy Lawler |
| 24. August | Versuche: Evans, King Erhöhungen: Gasnier (1/2) | (5:0) Bericht | Versuche: MacDougall    | Sydney Cricket Ground, Sydney Zuschauer: 69.860 Schiedsrichter: Darcy Lawler |

| 1  | Graeme Langlands |
| 2  | Eddie Lumsden    |
| 3  | Reg Gasnier      |
| 4  | Billy Smith      |
| 5  | Johnny King      |
| 6  | Bruce Pollard    |
| 7  | George Evans     |
| 8  | Johnny Raper     |
| 9  | Elton Rasmussen  |
| 10 | Norm Provan      |
| 11 | Kevin Ryan       |
| 12 | Ian Walsh        |
| 13 | Monty Porter     |

| 1  | Don Parish     |
| 2  | John Mowbray   |
| 3  | Bob McGuiness  |
| 4  | Gil MacDougall |
| 5  | Peter Dimond   |
| 6  | Arthur Summons |
| 7  | Don Malone     |
| 8  | Kevin Smyth    |
| 9  | John Hayes     |
| 10 | Kelvin O’Shea  |
| 11 | Dennis Meaney  |
| 12 | Noel Kelly     |
| 13 | John Gibson    |